# Zymaza
Zymaza – mieszanina enzymów wyizolowanych z droźdży piwowarskich, która odpowiada za glikolizę i fermentację alkoholową. Została odkryta w 1903 r. przez Eduarda Buchnera. Wykazał on, że zymaza jest w stanie samodzielnie (bez udziału organizmów żywych) przeprowadzać fermentację, za co w 1907 r. otrzymał Nagrodę Nobla w dziedzinie chemii. Współcześnie termin ten nie jest stosowany.